# Calcarobiotus imperialis
Espèce
Calcarobiotus imperialis est une espèce de tardigrades de la famille des Macrobiotidae.

## Distribution
Cette espèce est endémique de Honshū au Japon.

## Description
Calcarobiotus imperialis mesure de 258 à 353 µm.

## Étymologie
Son nom d'espèce lui a été donné en référence au lieu de sa découverte, le palais impérial de Tokyo.

## Publication originale
- Abe & Takeda, 2000 : A new Calcarobiotus (Tardigrada: Macrobiotidae) from the Imperial Palace of Japan. Zoological Science (Tokyo), vol. 17, no 2, p. 259-263 (texte intégral).